# Comarca agrícola de Lozoya Somosierra (Madrid)
La Comarca agrícola de Lozoya Somosierra de la Comunidad de Madrid, en España, corresponde a la zona norte de la Comunidad Autónoma, está formada por 46 municipios con un total de 1492.45 kilómetros cuadrados, que en el año 2006 contaba con una población de 53080 habitantes, lo que supone una densidad media de población de 35.57 habitantes por kilómetro cuadrado.

## Municipios de la comarca
La Acebeda, Alameda del Valle, El Atazar, Berzosa del Lozoya, El Berrueco, Braojos de la Sierra, Buitrago del Lozoya, Bustarviejo, Cabanillas de la Sierra, La Cabrera, Canencia, Cervera de Buitrago, Garganta de los Montes, Gargantilla del Lozoya y Pinilla de Buitrago, Gascones, Guadalix de la Sierra, La Hiruela, Horcajo de la Sierra-Aoslos, Horcajuelo de la Sierra, Lozoya, Madarcos, Miraflores de la Sierra, El Molar, Montejo de la Sierra, Navalafuente, Navarredonda y San Mamés, Patones, Pedrezuela, Pinilla del Valle, Piñuécar-Gandullas, Prádena del Rincón, Puebla de la Sierra, Rascafría, Redueña, Robledillo de la Jara, Robregordo, La Serna del Monte, Somosierra, Soto del Real, Torrelaguna, Torremocha de Jarama, Valdemanco, El Vellón, Venturada, Lozoyuela-Navas-Sieteiglesias y Puentes Viejas.